# 准噶尔鸢尾
准噶尔鸢尾（学名：Iris songarica）为鸢尾科鸢尾属的植物。分布于俄罗斯、巴基斯坦、伊朗、土耳其、阿富汗以及中国大陆的四川、宁夏、陕西、新疆、甘肃、青海等地，生长于海拔1,000米至4,300米的地区，多生于向阳的高山草地、坡地及石质山坡，目前尚未由人工引种栽培。
种加名 songarica  意为“准噶尔的”。